# Acrapex concolorana
Acrapex concolorana là một loài bướm đêm trong họ Noctuidae.